# Þórunn
Þórunn ist ein isländischer weiblicher Vorname. Ein norwegisches Äquivalent des Namens ist Thorunn; weitere norwegische Formen sind Torunn und Torun.

## Namensträgerinnen
- Þórunn Helga Jónsdóttir (* 1984), isländische Fußballspielerin
- Þórunn Antonía Magnúsdóttir (* 19**), isländische Sängerin und Musikerin
- Þórunn Egilsdóttir (Politikerin) (1964–2021), isländische Politikerin (Fortschrittspartei)
- Þórunn Egilsdóttir (* 1975), luxemburgisch-isländische Sängerin, siehe Thorunn Egilsdottir
- Þórunn Sveinbjarnardóttir (* 1965), isländische Politikerin